# Dieter Müller
Dieter Müller, född 1 april 1954 i Offenbach, är en före detta tysk fotbollsspelare, anfallare.
Dieter Müller gjorde tre mål mot Jugoslavien i EM-semifinalen 1976. Müllers mål innebar att Västtyskland vann semifinalen med 4-2 efter förlängning. Dieter Müller deltog även i VM 1978. Müller tillhörde under det sena 1970-talet Bundesligas bästa anfallare och har rekordet för FC Köln i antalet gjorda mål i en och samma match. Efter spelarkarriären har Müller varit aktiv som klubbpresident.
Dieter Müller blir i svensk press ofta felaktigt tagen för att vara Gerd Müller.

## Meriter
- A-landskamper: 12
- VM i fotboll: 1978
- EM i fotboll: 1976
  - EM-silver 1976
- Tysk mästare: 1978
- DFB-pokal: 1978